# Тауер Лејкс (Илиноис)
Тауер Лејкс (енгл. Tower Lakes) град је у америчкој савезној држави Илиноис.

## Демографија
По попису из 2010. године број становника је 1.283, што је 27 (-2,1%) становника мање него 2000. године.
| Група             | 2000.         | 2010.         |
| Белци             | 1.266 (96,6%) | 1.185 (92,4%) |
| Афроамериканци    | 4 (0,3%)      | 8 (0,6%)      |
| Азијати           | 10 (0,8%)     | 22 (1,7%)     |
| Хиспаноамериканци | 18 (1,4%)     | 44 (3,4%)     |
| Укупно            | 1.310         | 1.283         |